# Тихоголос
Тихоголос (Arremon) — рід горобцеподібних птахів родини Passerellidae. За винятком мексиканського заросляка (Arremon virenticeps), який є ендеміком Мексики, всі птахи роду мешкають в Південній та Центральній Америці.

## Опис
Тихоголоси мають середню довжину тіла від 14,5 до 20 см і вагу від 20 до 49,5 г. Вони мешкають в лісових масивах і густих заростях, шукають корм на землі. Верхня частина тіла в них зазвичай оливкова або сіра, голова чорна. У багатьох видів є біла смуга над очима, а у деяких — чорна смуга на грудях.

## Таксономія і етимологія
Рід Тихоголос був виділений в 1816 році французьким орнітологом Жаном Луї П'єром В'єйо в праці «Analyse d'une Nouvelle Ornithologie Élémentaire». Типовим видом є тихоголос амазонійський (Arremon taciturnus). 
За результатами молекулярно-філогенетичних досліджень до роду Arremon були включені декілька видів, яких раніше відносили до родів Buarremon і Lysurus.
Наукова назва роду Arremon походить від дав.-гр. αρρημων — тихий, безголосий.

## Види
Виділяють двадцять видів:
- Тихоголос санта-мартійський (Arremon basilicus)
- Тихоголос периджійський (Arremon perijanus)
- Тихоголос коста-риканський (Arremon costaricensis)
- Тихоголос чорноголовий (Arremon atricapillus)
- Тихоголос каракаський (Arremon phaeopleurus)
- Тихоголос парійський (Arremon phygas)
- Тихоголос великий (Arremon assimilis)
- Заросляк строкатоголовий (Arremon torquatus)
- Тихоголос золотодзьобий (Arremon aurantiirostris)
- Тихоголос західний (Arremon abeillei)
- Тихоголос золотокрилий (Arremon schlegeli)
- Тихоголос амазонійський (Arremon taciturnus)
- Тихоголос багійський (Arremon franciscanus)
- Тихоголос південний (Arremon semitorquatus)
- Тихоголос жовтодзьобий (Arremon flavirostris)
- Заросляк мексиканський (Arremon virenticeps)
- Заросляк каштановоголовий (Arremon brunneinucha)
- Рудоголов біловусий (Arremon crassirostris)
- Рудоголов оливковий (Arremon castaneiceps)
- Arremon dorbignii

Деякі дослідники пропонують виділити підвид каштаноголового заросляка як окремий вид Arremon kuehnerii.